# Sándorhomok
Sándorhomok (románul Nisipeni) falu Romániában, Szatmár megyében.

## Fekvése
Szatmár megye északi részén, Szatmárnémetitől északra, Mikolától nyugatra fekvő település.

## Története
A település és környéke már az ősidők óta lakott hely volt. Környékén kő, bronz és népvándorláskor kori leletek kerültek elő.
A 15. században tűnik fel neve az oklevelekben, nevét már akkor is Homoknak írták. Birtokosai ekkor a Csernavoday, Károlyi, Drágfi, Matucsinay családok voltak, mellettük még mások is kisebb részeket kaptak.
1493-ban Csernavoday Elek a saját részét 400 arany forintért Matucsinay Miklósnak zálogosította el.
1406-ban egy határjáró oklevél említi Kisnémeti földjét, melyet Homok-tól a Nádasd  folyó választja el. Ebből következtethető, hogy ezen  a helyen csak  akkor laktak, amikor az áradások miatt nem maradhattak Aggnémetiben.
Homok falu a 16. században gyakran cserélt gazdát.
1526-ban a Derecsényi, Tegzes, Ormós, Tárkányi családok birtoka volt, azonban a Derecsényiek hűtlensége miatt birtokrészüket 1515-ben Anarcsy Péter kapta meg.
1640-ben Torday János és Anarcsy György felesége, Göd Judit kapnak részt benne.
1651-ben Csalay László, a Perényiek és Kállay Katalin adományt nyernek az egész helységre.
1652-ben Lónyay Zsigmond, 1687-ben Károlyi László kap itt részbirtokot.
1717-ben a falut a környező mocsarak mentették meg a tatárdúlástól.
Az 1700-as évek végén több birtokosa is volt: a Járdánházi, Berenczei Kováts, Magyaraldi Boros, Daróczy, Kanizsai, Nagy, Udvarhelyi, Szijártó és Gödényházi Gödény családok, melyek egészen a 19. század közepéig birtokoltak itt.
A 20. század elején legnagyobb birtokosa Kováts Jenő és Sándor, valamint Gödény Sándor voltak.
A falu határába olvadt Szigetpuszta egykori település is, mely a Szigetfőnek nevezett részen, a Sár partján feküdt, ott ahol Lázári erdeje volt.

### Sziget puszta
Szigetpuszta nevét először egy 1406-ból származó határjáró oklevél említi.
1449-ben birtokosa  Szepesi Péter és István volt.
1493-ban Csernavodai Egyed és Matucsinay Miklós volt itt birtokos.
1526-ban a Derecsényiek, 1545-ben Anarchy Péter, 1553-ban Radák György, 1554-ben Bacskay Péter, 1651-ben a Kállay lányok, 1652-ben Lónyay Zsigmond volt Sziget puszta birtokosa.
Később a település megszűnt, és a szomszédos határokba olvadt.

## Nevezetességek
- Református templom – A 15. században épült. 1800-ban a község egy részével leégett, de később újra helyreállították.
- Berenczei Kováts-kúria